# Model kapitału intelektualnego
Model kapitału intelektualnego – z punktu widzenia metodologicznego model stanowi układ założeń dotyczących danego zjawiska, przyjmowanych w celu ułatwienia rozwiązania przyjętego problemu badawczego. Przyjmuje z reguły postać hipotetycznej konstrukcji myślowej, która opisuje w sposób uproszczony obraz danego fragmentu rzeczywistości. Model służy ograniczeniu złożoności badanych zjawisk i przedstawianiu ich w postaci umożliwiającej lepsze poznanie.
W najczęściej przytaczanym modelu kapitału intelektualnego, w tzw. modelu drzewa wartości Skanii, przyjmuje się, że kapitał intelektualny, podobnie jak kapitał finansowy, można dezagregować, wyróżniając kapitał ludzki i strukturalny.
Na wartość rynkową w ramach drzewa wartości Skanii składają się:
1. Kapitał finansowy;
2. Kapitał intelektualny.

Na kapitał intelektualny składają się:
1. Kapitał ludzki;
2. Kapitał strukturalny.

Na kapitał strukturalny składają się:
1. Kapitał kliencki;
2. Kapitał organizacyjny.

Na kapitał organizacyjny składają się:
1. Kapitał innowacyjny;
2. Kapitał procesów.

Uznane za koncepcję pionierską drzewo wartości Skanii stało się punktem odniesienia dla wielu prac i koncepcji modelowego ujęcia kapitału intelektualnego, a zaproponowane kolejne próby wizualizowania kapitału intelektualnego różnią się od niego odrębnym specyfikowaniem elementów składowych tego kapitału, poszukując rozwiązań optymalnych dla badanych przedsiębiorstw czy sektorów, stosując przy tym typologie używane w dyscyplinach nauk, z których wywodzą się ich autorzy.